# جون كيلي (لاعب كرة قدم مواليد 1935)
جون كيلي (بالإنجليزية: John Kelly)‏ هو لاعب كرة قدم بريطاني في مركز نصف الجناح، ولد في 14 ديسمبر 1935 في غلاسكو في المملكة المتحدة، وتوفي في 9 مايو 2012. لعب مع نادي بارنسلي.